# Abbaye de Bouro
L'abbaye de Bouro est une ancienne abbaye bénédictine puis cistercienne située au Portugal, dans la commune de Tarouca (district de Viseu). Fondée en 1148, elle est fermée en 1834 par l'extinction des ordres religieux (pt).
Les bâtiments conventuels du monastère sont par la suite transformés en hôtel.

## Histoire

### Fondation bénédictine et transition cistercienne
En 1148, Alphonse Ier donne le site de Bouro et ses environs à des moines bénédictins, dont le premier abbé est Paio Nunes. En octobre 1162, un document mentionne l'existence d'une petite chapelle dédiée à saint Michel à la suite d'une apparition.
Suivant les sources, en 1169 ou 1195, l'abbaye entre dans l'ordre cistercien et s'affilie à celle d'Alcobaça, mais l'attestation de sa participation au chapitre général n'est certaine qu'à partir de 1208,.

### Prospérité
Les successeurs du premier bienfaiteur, Alphonse II et Alphonse III, mentionnent tous deux l'établissement dans leur testament respectif. Ainsi, en 1320, l'abbaye déclare deux mille livres de revenu. Durant la crise de 1383-1385, l'abbé prend le parti de Jean Ier, ce qui lui vaut en remerciement d'obtenir le droit de lever une armée en cas de nécessité.
La construction de l'édifice actuel date de la fin du XIIe ou du début du XIIIe siècle.

### Commende
À partir du XVe siècle, le régime de la commende est mis en place à l'abbaye de Bouro, entraînant une décadence de la communauté. Dès le 5 mars 1530, l'abbaye est déclarée « en état de ruine » et, trois ans plus tard, seuls sept religieux sont recensés au monastère.
Au XVIe siècle, plusieurs campagnes de travaux sont menés. Pour partie, il s'agit de réduire l'ampleur du monastère, et notamment de transformer le quadrilatère initial du cloître en détruisant l'aile méridionale. Le 28 avril 1690, des travaux de reconstruction, visant en particulier l'église, commencent. Un net renouveau est perceptible, la communauté étant en 1692 forte de trente-quatre moines. Les travaux se poursuivent au début du XVIIIe siècle, permettant notamment la construction d'une nouvelle aile, la construction du retable, la décoration de la sacristie.

### Fin et devenir de l'abbaye
En 1834, l'extinction des ordres religieux (pt) met fin à la vie monastique et l'église devient paroissiale ; le reste de l'édifice est vendu aux enchères publiques à la famille Pais de Aguiar puis abandonné. En 1853, l'orgue est transféré au sanctuaire Bon-Jésus-du-Mont de Braga.
En 1986, les ruines sont achetées par la municipalité d'Amares, qui souhaite initialement y installer une école d'agriculture. Le projet des architectes Eduardo Souto Moura et Humberto Vieira, déposé en 1989, envisage le réaménagement en hôtel. Le 1er juin 1992, l'édifice est acquis par l'Instituto de Gestão do Património Arquitectónico e Arqueológico. Les travaux de réaménagement commencent en 1994. L'hôtel obtient par la suite la labellisation Historic Design Inn.
Le 15 novembre 2005, l'ensemble du monastère est classé immeuble d'intérêt public par décret de la ministre de la culture (pt) Isabel Pires de Lima (pt).

## Architecture
Bien que le bâtiment soit très marqué par ses diverses reconstructions sous la période cistercienne, son plan originel et certains éléments décoratifs demeurent inspirés par ses origines bénédictines. Notamment, en contradiction avec les principes sobres et non-figuratifs de l'art cistercien prônés par Bernard de Clairvaux, plusieurs représentations de Benoît de Nursie sont présentes dans l'édifice.

### Abbatiale

#### Plan
L'église abbatiale est à nef unique, mais elle était probablement à trois nefs à l'origine. Toutefois les chapelles latérales sont intercommunicantes, rappelant ainsi les anciens bas-côtés. La voûte est recouverte d'une fausse voûte en bois. La nef est précédée de deux narthex, l'un extérieur et l'autre fermé. Un transept marque la transition entre la nef et le chœur, avec une croisée du transept voûtée. Le chœur se développe sur une grande longueur. Initialement, le chevet était tripartite.

Plan de l'église abbatiale
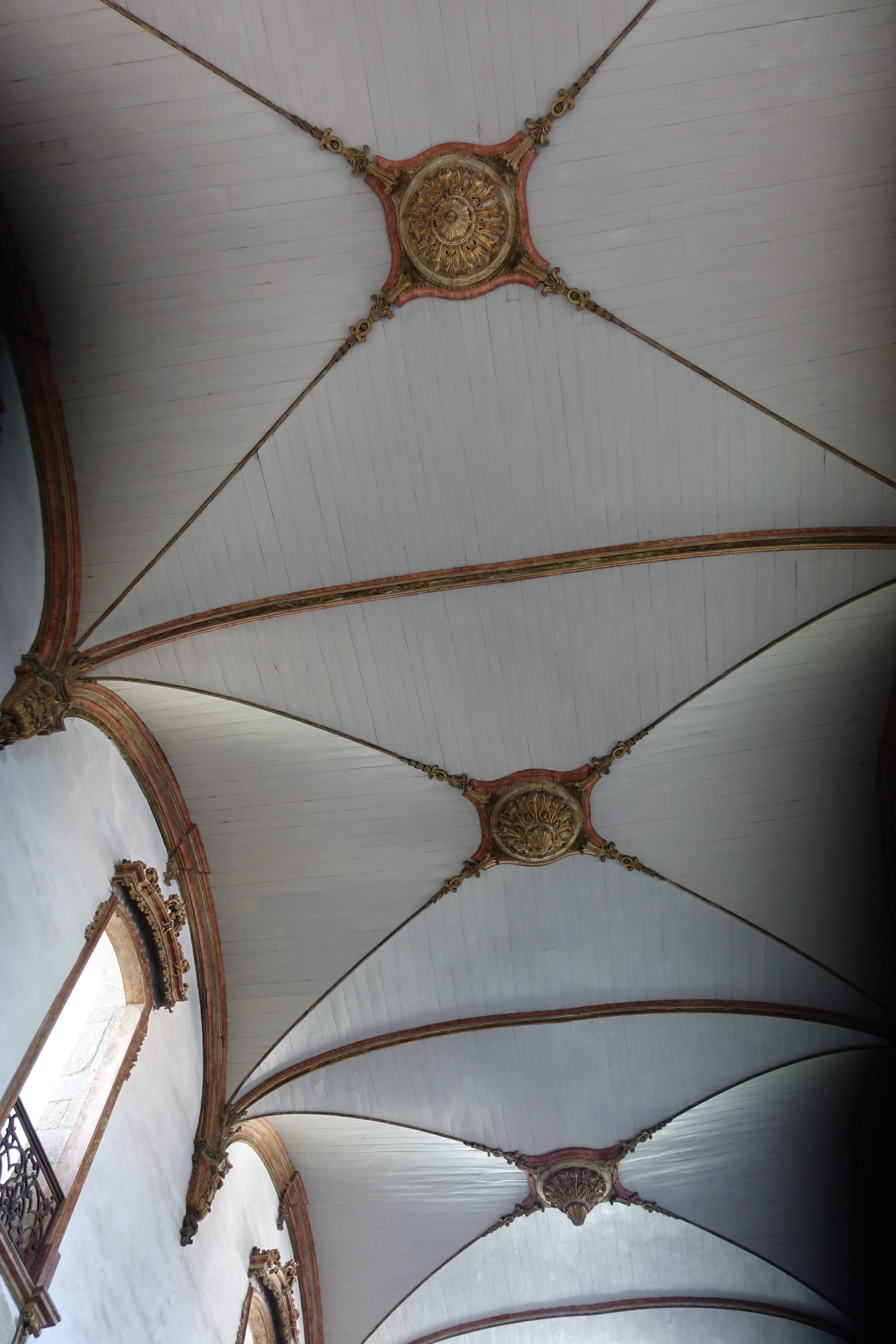
La fausse voûte de la nef en bois.
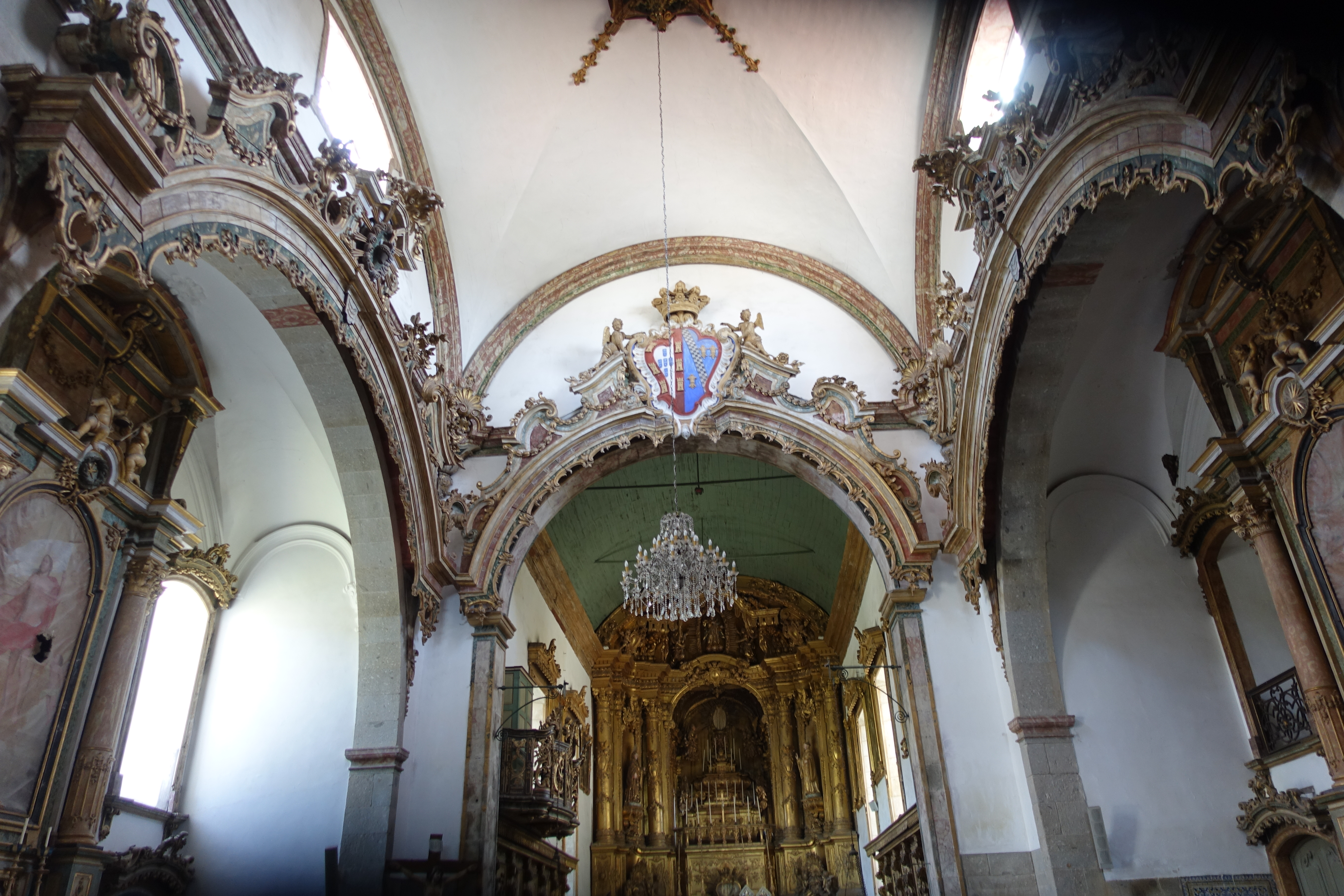
La voûte de la croisée du transept.
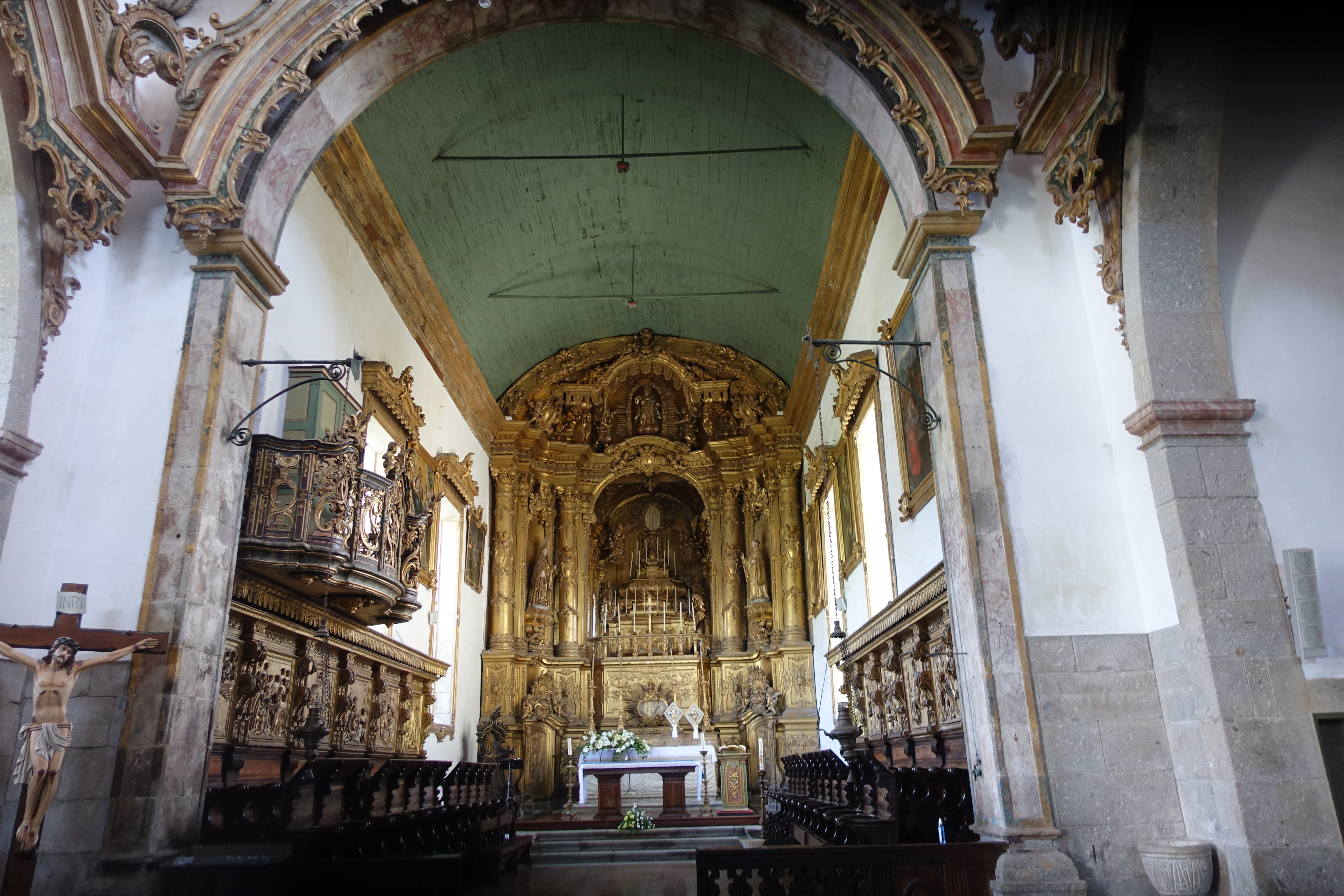
Le chœur vu depuis la croisée du transept.

### Extérieur
La façade est dominée par deux clochers de part et d'autre du portail. La façade latérale nord a conservé un style roman. Les tympans des portails sont les plus anciens éléments de décor. Le reste de la façade principale est principalement de style baroque. La façade s'organise sur trois registres superposés. Le premier est une serlienne de trois arcades qui ouvre le narthex extérieur sur l'espace public ; le second est percé de niches ornées d'images ; le troisième est occupé par trois vastes fenêtres, deux quarts de cercle entourant une baie de forme carrée. Les trois registres sont surmontés d'un fronton de volutes ornée des armoiries de l'ordre cistercien dans le tympan.

#### Décoration
La décoration de l'église est très éclectique, mélangeant les styles roman, maniériste, baroque, rococo, néoclassique et contemporaine.
Le retable situé au fond du chœur est de style joanin (pt), alors que ceux situés dans les chapelles latérales sont néoclassiques, à l'instar du transept. Les corbeaux portant les arcs portent une décoration rococo avec des feuilles d'acanthe.

Le cloître et les dépendances monastiques
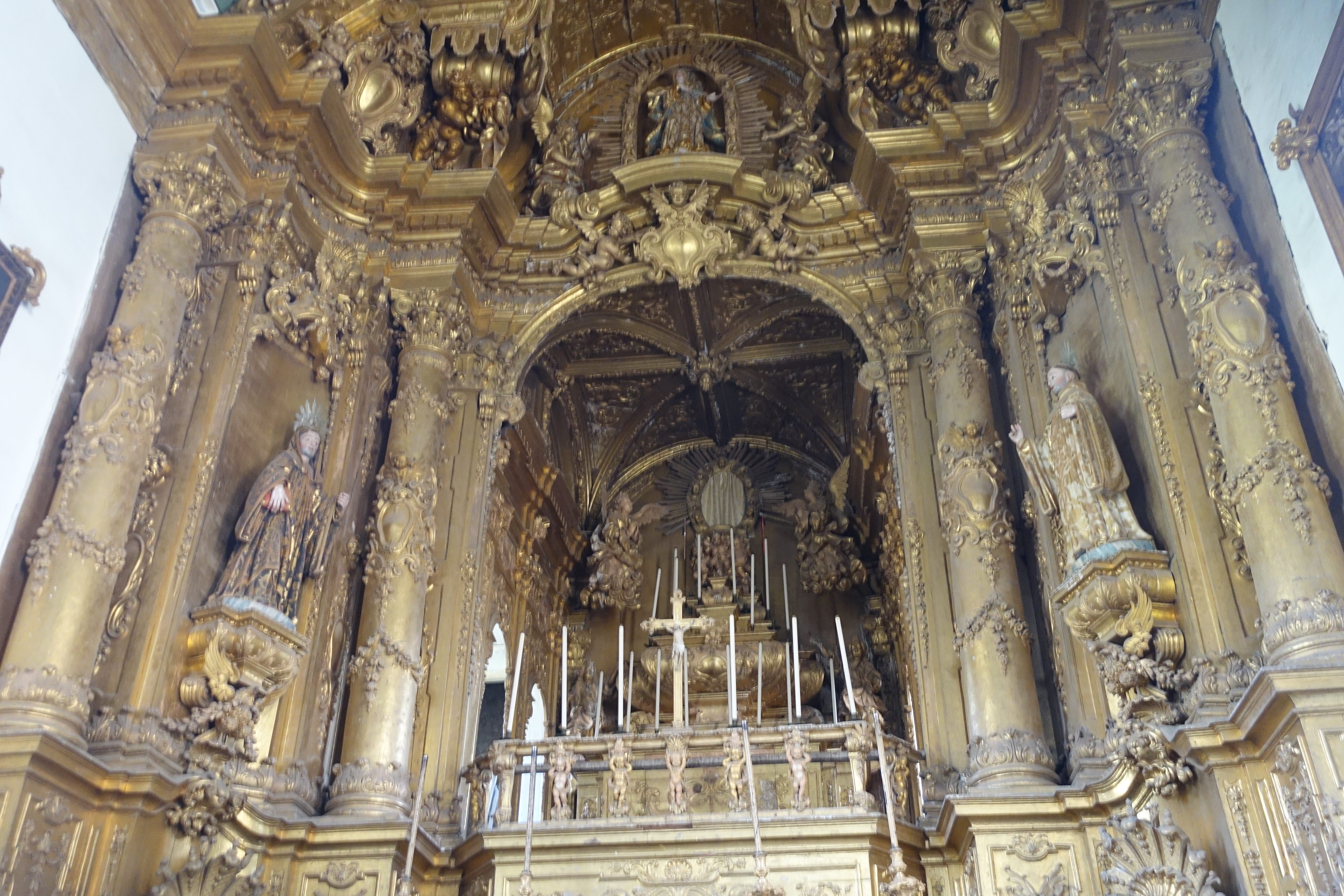
Le retable joanin (pt) du chœur.
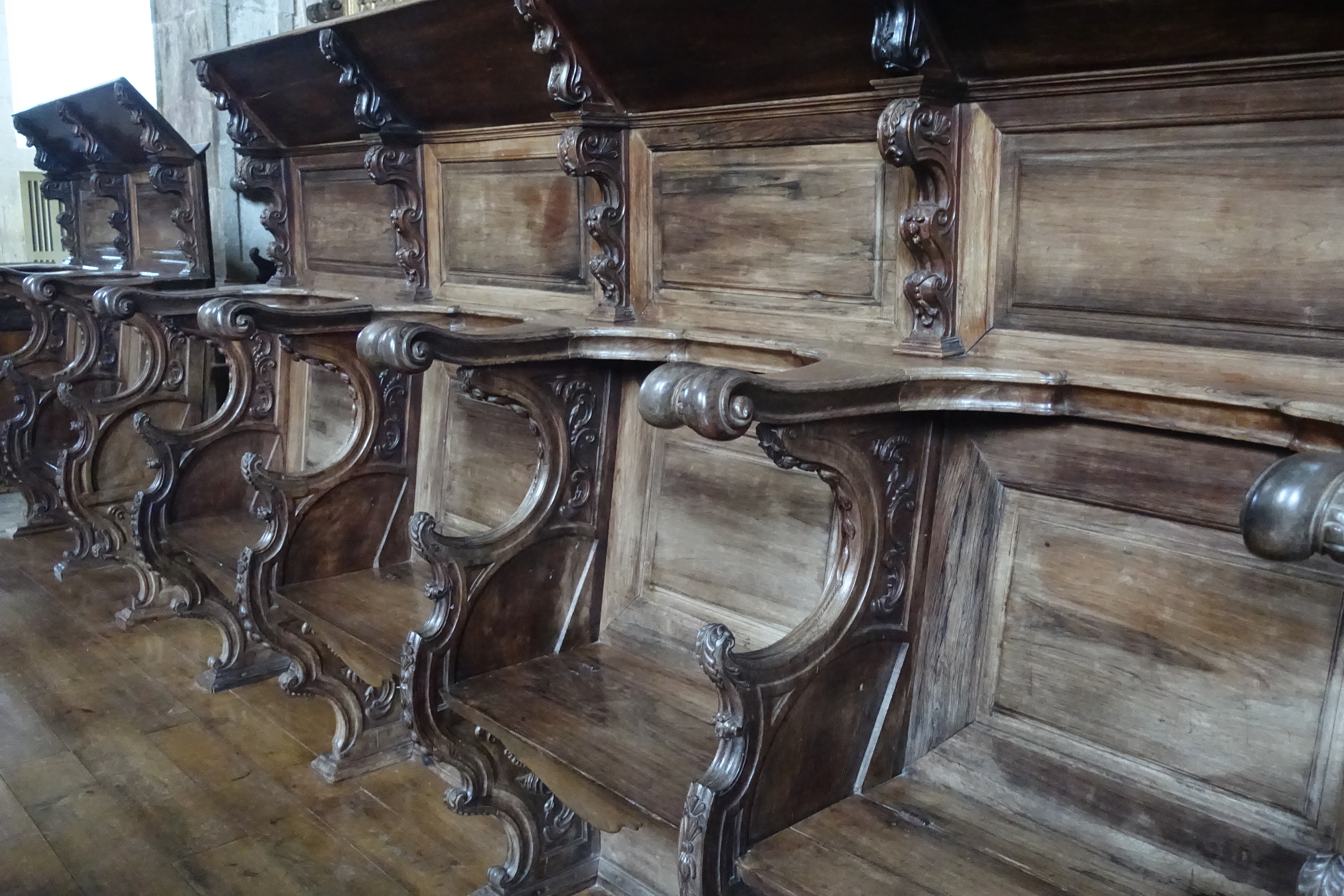
Les stalles du chœur.
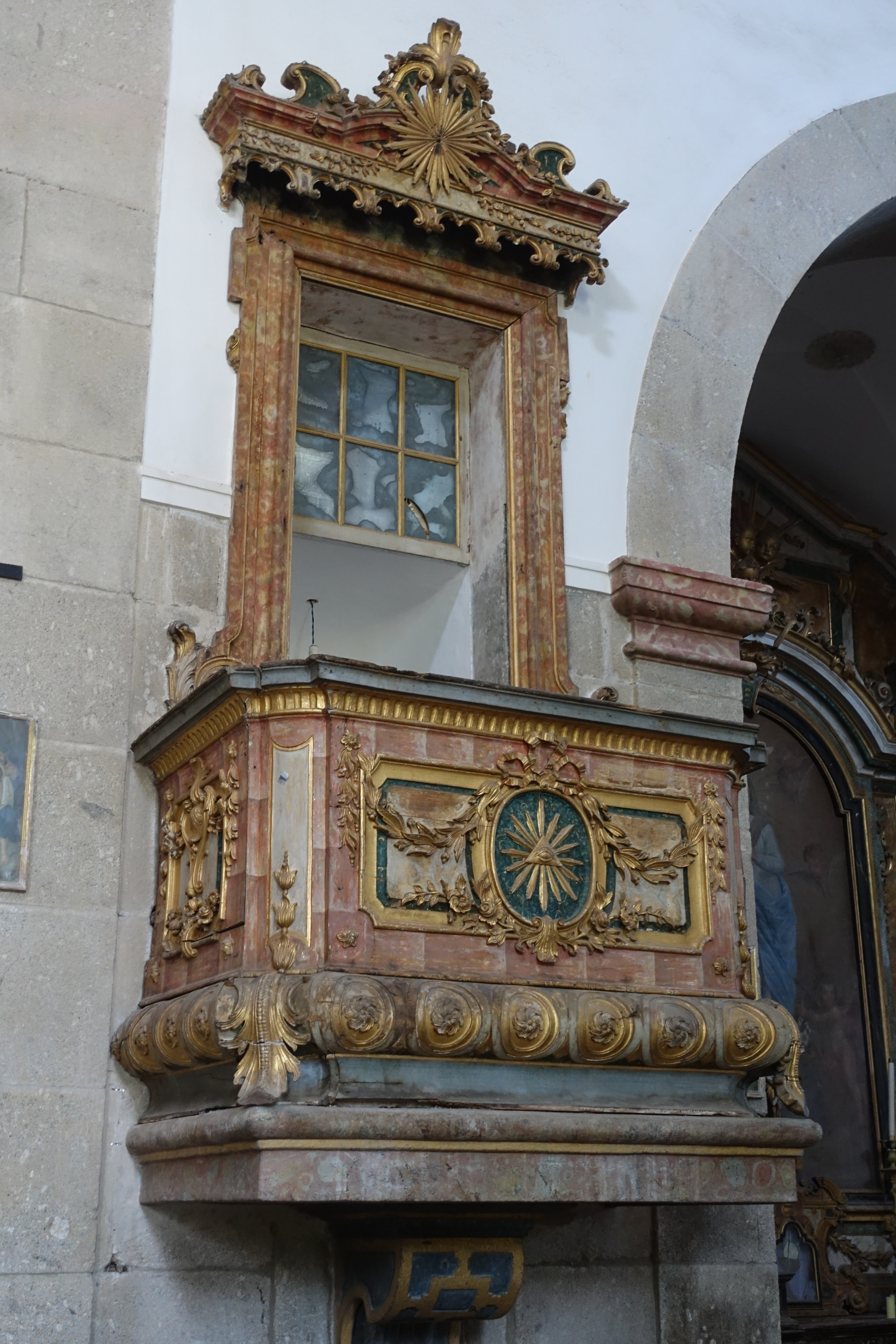
Un balcon néoclassique de la nef.

### Cloître
Le cloître est construit sur la façade méridionale de l'église, les dépendances s'étant développées latéralement à l'abbatiale,suivant le modèle bénédictin. Les arcades du cloître sont pleines sur certains côtés, surmontées de fenêtres à balcons et décorées en style maniériste.

Décoration de l'église abbatiale
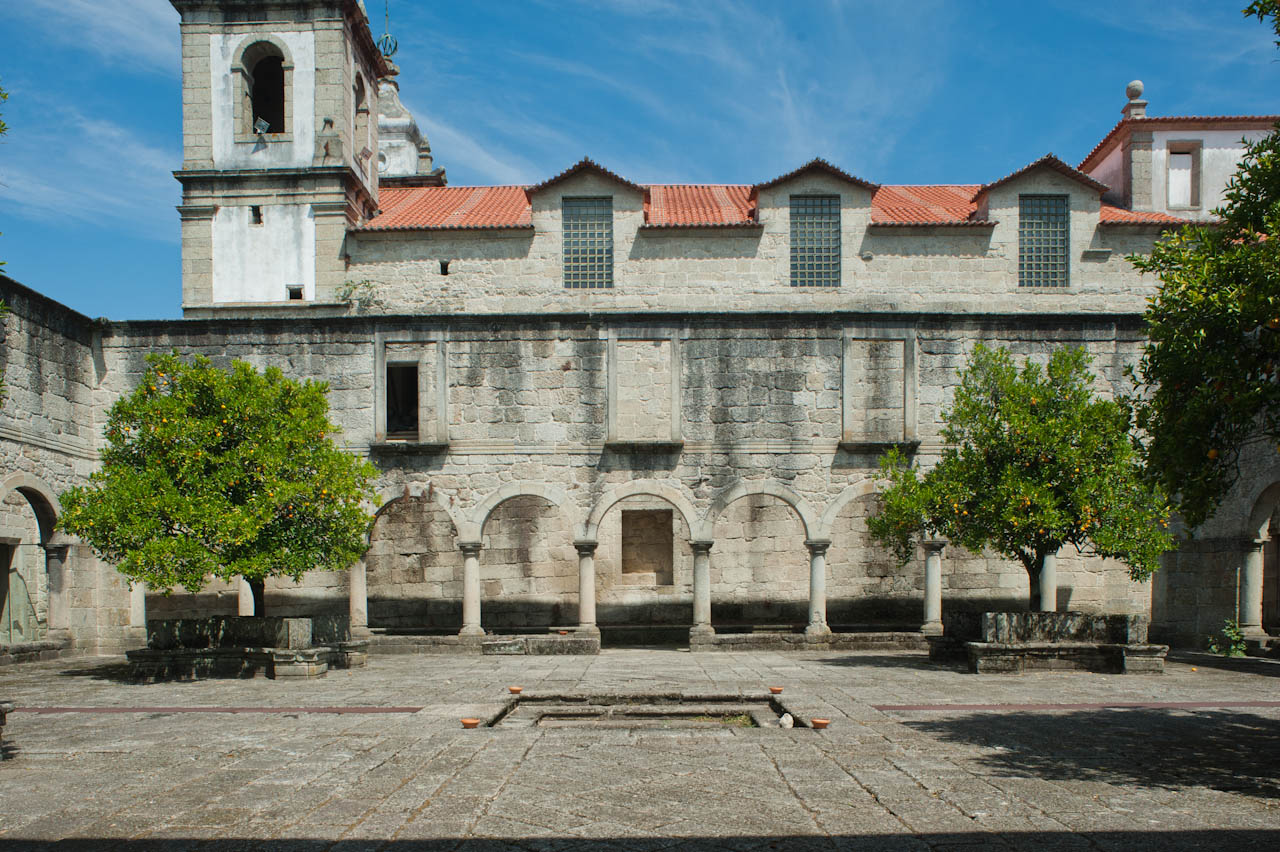
Le cloître et l'église abbatiale.
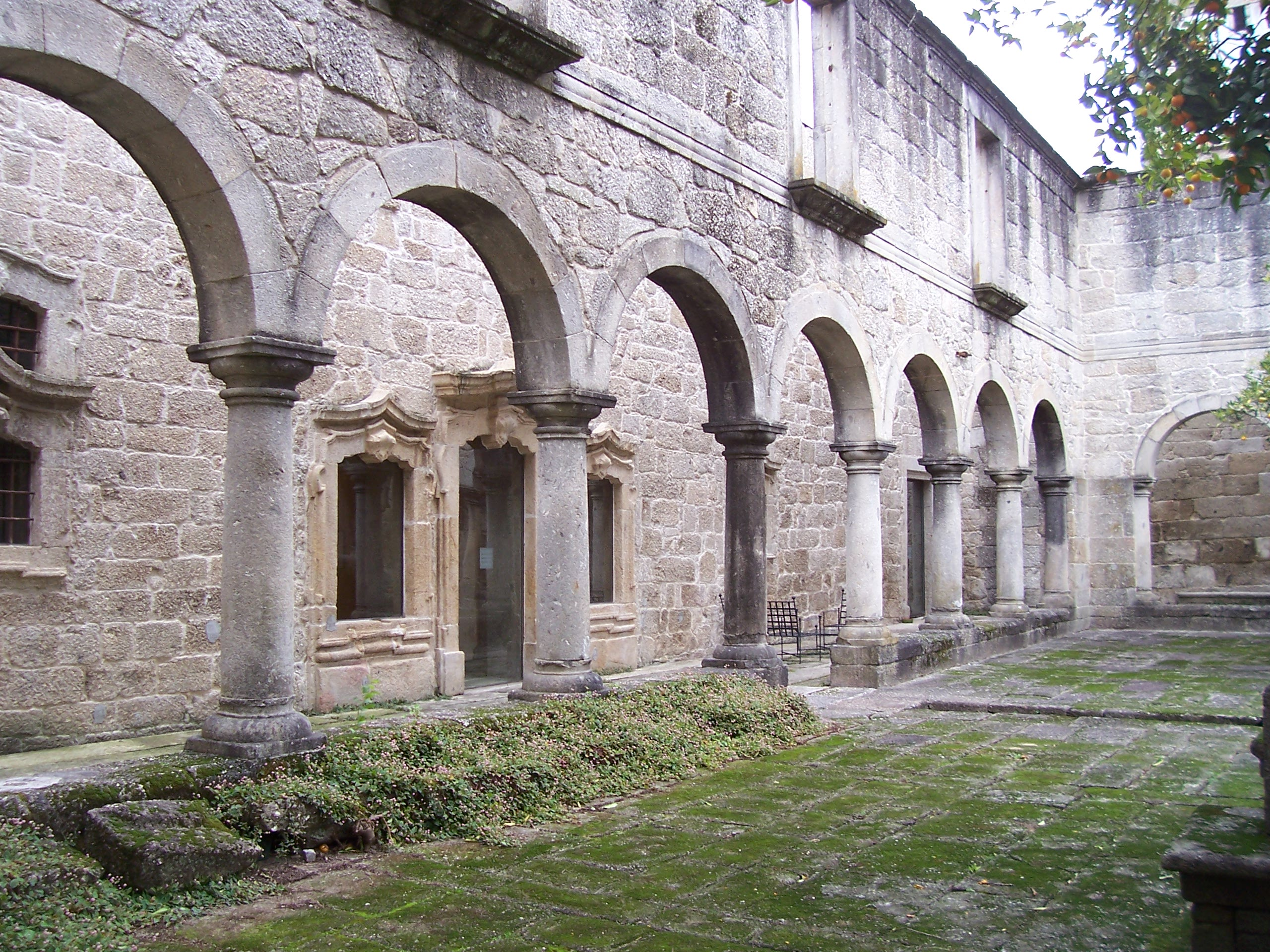
Les arcades pleines du cloître.
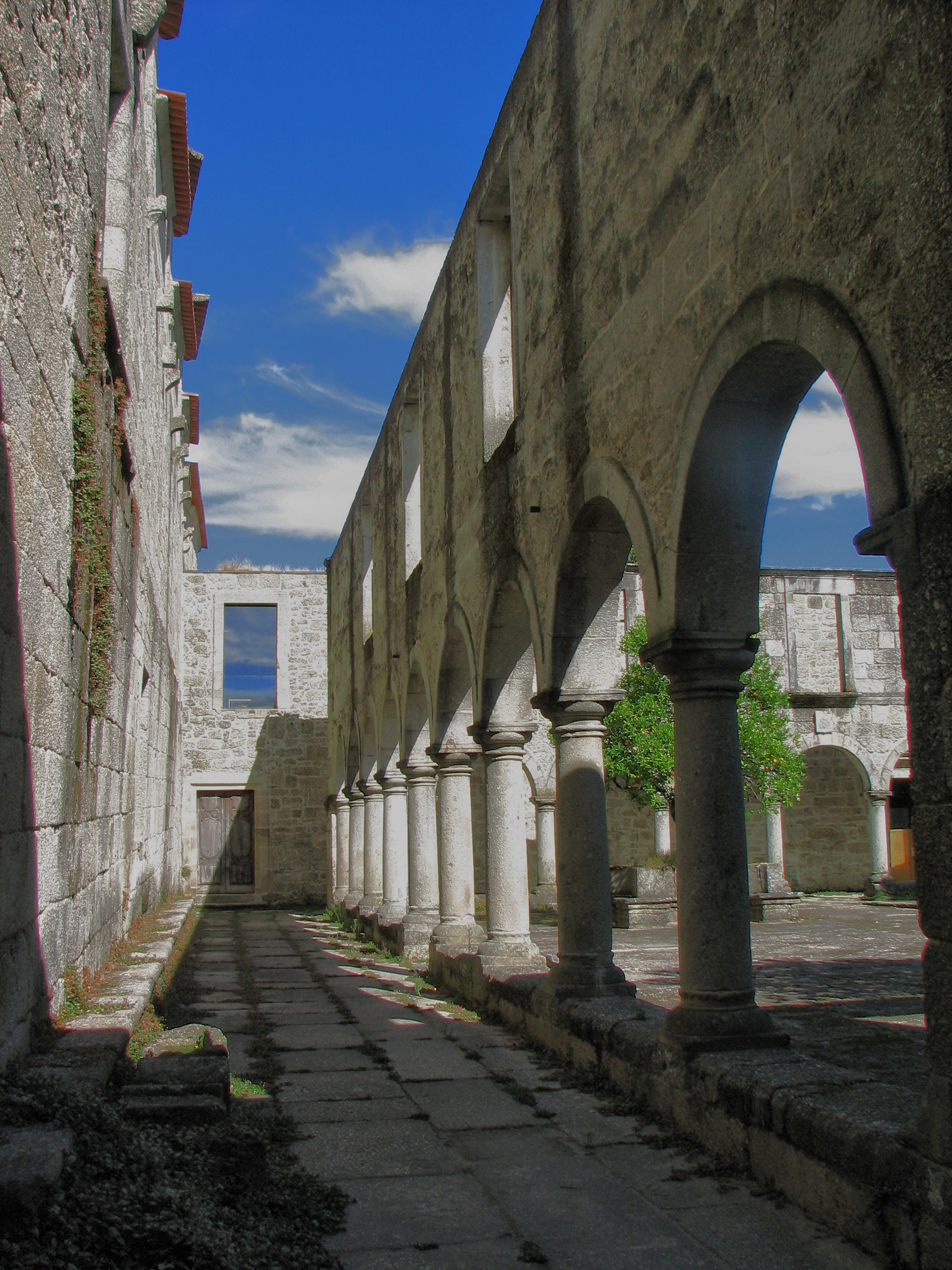
Une autre arcade du cloître.

Il est notamment entouré de la sacristie, de l'ancienne cuisine et du logis abbatial. La sacristie entièrement recouverte de tuiles joanines et son plafond est à caissons, orné d'une décoration baroque comportant des anges, des acanthes, des festons et des draperies. Elle est précédée d'un lavabo monumental de pierre.